# Comitato Olimpico Nazionale dello Sri Lanka
Il Comitato Olimpico Nazionale dello Sri Lanka (noto anche come National Olympic Committee of Sri Lanka in inglese) è un'organizzazione sportiva singalese, nata nel 1948 a Colombo, Sri Lanka.
Rappresenta questa nazione presso il Comitato Olimpico Internazionale (CIO) dal 1948 ed ha lo scopo di curare l'organizzazione ed il potenziamento dello sport in Sri Lanka e, in particolare, la preparazione degli atleti singalesi, per consentire loro la partecipazione ai Giochi olimpici. L'associazione è, inoltre, membro del Consiglio Olimpico d'Asia.
L'attuale presidente del comitato è Hemasiri Fernando, mentre la carica di segretario generale è occupata da Hithanadura Udayasena Silva.